# Galinstan
Galinstan is een bij kamertemperatuur vloeibare metaallegering. Het is een eutectoïde legering die voornamelijk bestaat uit gallium, indium, en tin. Het smeltpunt van Galinstan bedraagt –19 °C. Door de geringe giftigheid en lage reactiviteit van de componenten waaruit het materiaal bestaat, wordt Galinstan gebruikt voor toepassingen waarvoor voorheen het giftige kwik of het reactieve NaK (een legering van natrium en kalium) werd gebruikt. De samenstelling varieert tussen 62 wt% tot 95 wt% Ga, 5 wt% tot 22 wt% In, 0 wt% tot 16 wt% Sn. De naam is een porte-manteauwoord dat is afgeleid van gallium, indium, and stannum (Latijn voor "tin"). Galinstan is een handelsmerk van het Duitse bedrijf Geratherm Medical AG. De exacte samenstelling van Galinstan is niet openbaar gemaakt.

## Eigenschappen

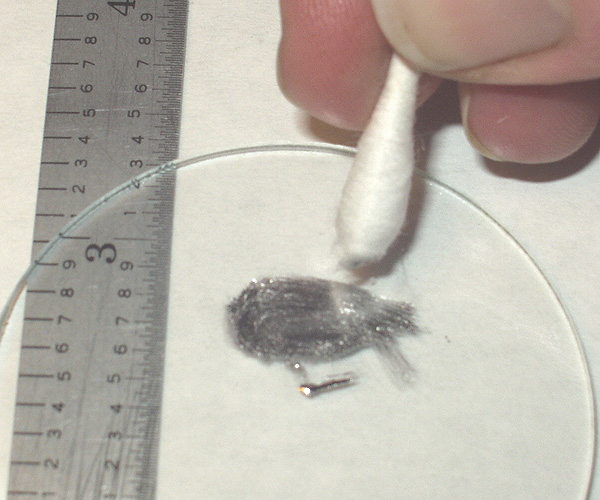
Galinstan uit een kapotte thermometer op een glazen schaaltje

- Kookpunt: > 1300 °C
- Smeltpunt: −19 °C (volgens de Geratherm MSDS)[2]
- Dampdruk: < 10−8 Torr (1,3·10−6 Pa) (bij 500 °C)
- Dichtheid: 6,44·103 kg/m3  (bij 20 °C)[3]
- Oplosbaarheid: onoplosbaar in water of organische oplosmiddelen
- Viscositeit: 0,0024 Pa·s (bij 20 °C)
- Thermische geleidbaarheid: 16,5 W·m−1·K−1
- Elektrische geleidbaarheid: 3,46·106 S/m (bij 20 °C)[3]
- Oppervlaktespanning: 0,718 N/m (bij 20 °C)[3]